# Trajko Veljanovski
Trajko Veljanovski, né le 2 novembre 1962 à Skopje, est un homme d'État macédonien. Ancien ministre délégué à la Justice, il est du 21 juin 2008 au 27 avril 2017 le président de l'Assemblée.

## Biographie
Étudiant en droit à l'université Saints-Cyrille-et-Méthode de Skopje, Veljanoski devient avocat et fonde en 1988 son propre cabinet. Il y travaille jusqu'en 1999.
Trajko Veljanoski s'engage en politique en 1993 en adhérant au parti VMRO-DPMNE. Au sein du parti, il s'occupe de la Commission des affaires législatives et, dans le même temps, intègre la Commission du système politique;
En 1999, Veljanovski est nommé sous-secrétaire au ministère macédonien de la Justice et occupa un peu plus tard les fonctions de ministre délégué.
Membre du Conseil d'administration du Centre des intégrations européennes, il devient parallèlement membre de la Commission d'État pour les élections, chargée d'organiser les élections. 
En 2006, Trajko Veljanovski est élu député à l'Assemblée de Macédoine. Dès cette année-là et ce jusqu'en avril 2008 il préside la Commission des affaires d'élection et de nominations à l'Assemblée. En juin 2008, réélu député, Trajko Veljanovski est élu président de l'Assemblée de Macédoine, devenant le deuxième personnage de l'État. Après les élections de 2011, à nouveau réélu député, Veljanovski est réélu président de l'Assemblée
Marié, Trajko Veljanovski est père de deux enfants.